# Beth Coats
Pour les articles homonymes, voir Coats.
Beth Coats est une biathlète américaine, née le 20 juillet 1966 à Albuquerque.

## Biographie
Elle prend part aux Jeux olympiques d'hiver de 1992 et 1994, où elle est notamment huitième au relais.
Dans la Coupe du monde, elle obtient un podium en relais en mars 1994 à Canmore. Son meilleur résultat individuel dans cette compétition est une huitième place à l'individuel d'Oberhof en janvier 1991.
Sa dernière saison dans l'élite mondiale est 1994-1995.

## Palmarès

### Jeux olympiques
| Épreuve / Édition | Albertville 1992 | Lillehammer 1994 |
| Sprint            |                  | 51e              |
| Individuel        | 47e              | 33e              |
| Relais            |                  | 8e               |

### Championnats du monde
| Épreuve            | 1991 à Lahti | 1994 à Canmore | 1995 à Ruhpolding |
| ------------------ | ------------ | -------------- | ----------------- |
| Individuel         | 39e          | -              | 39e               |
| Sprint             | 39e          | -              | -                 |
| Relais             | -            | -              | 8e                |
| Course par équipes | -            | 5e             | 13e               |

### Coupe du monde
- Meilleur classement général : 37e en 1994.
- Meilleur résultat individuel : 8e.
- 1 podium en relais : 1 deuxième place.